# Lait à la pastèque
 (mars 2025).
Le lait à la pastèque (chinois traditionnel : 西瓜牛奶 ; pinyin : xīguā niúnǎi) est une boisson lactée originaire de Taïwan, composée principalement de pastèque fraîche et de lait.
Introduite en 1991 par l'entreprise taïwanaise Uni-President, cette boisson est devenue un incontournable dans les épiceries et les stands de boissons à travers le pays.

## Goût
Le lait à la pastèque est principalement constitué de plus de 50 % de lait mélangé à du jus concentré de pastèque. Cette combinaison lui confère une couleur rose pâle et une saveur légèrement sucrée avec des notes crémeuses,.